# Torre dell'Isola dei Cavoli
La torre dell'Isola dei Cavoli, la cui edificazione ebbe inizio nel 1591 e termine nel 1597, era classificata come "gagliarda". La struttura era costituita da un ampio vano e da altri piccoli locali. Alla volta, sorretta da un pilastro centrale, si accedeva da una scala a chiocciola realizzata lungo le spesse mura della costruzione. L'armamento della torre era costituito da  quattro  cannoni di grosso calibro, due  spingarde e cinque fucili; la guarnigione minima era composta da un alcaide, un sergente e tre soldati. Primo alcaide, o comandante della torre, fu Rafael de Pardal a cui, nel 1600, subentrò Miguel de Mora. Nel 1610 nuovo alcaide fu Pietro de Cardesson.